# Mamoru Kanbe
Mamoru Kanbe (神戸 Kanbe Mamoru?) (nacido en 1962) es un director de películas japonés. 
Ha sido el director de varias series de anime y películas como Elfen Lied, Psycho Diver o Soul Siren, Sakura Card Captor entre otras.

## Filmografía
- Ninja Ryukenden (1991)
- Ninja Toshi Monogatari (1994)
- Harimogu Harry (1996)
- Cardcaptor Sakura (1998-1999)
- Elfen Lied (2004-2005)
- Robonimal Panda-Z: The Robonimation (2004)
- I"s Pure (2005)
- Demon Prince Enma (2006, 2007)
- Denpa teki na Kanojo (2009)
- So Ra No Wo To (2010)
- Kimi to Boku (2011)
- Kimi to Boku 2 (2012)
- Subete ga F ni Naru (2015)
- The Promised Neverland (2019)